# Club Deportivo Guijuelo
El Club Deportivo Guijuelo es un club de fútbol español de la ciudad de Guijuelo, en la provincia de Salamanca (Castilla y León). Fue fundado el 18 de julio de 1974 y juega en el Grupo I de la Segunda Federación. 
Juega sus partidos como local en el Estadio Municipal de Deportes de Guijuelo desde su fundación, renombrado Estadio Municipal Luis Ramos en 2020.
Los colores que identifican al club son el verde de camiseta y medias y el blanco de pantalones, utilizados en su uniforme titular.

## Historia
El Club Deportivo Guijuelo se fundó el 18 de julio de 1974. Su primer presidente fue David Hernández Ingelmo.
En la primera pretemporada el Guijuelo jugó tres partidos, el primero tuvo lugar el 12 de agosto de 1974 en la villa contra el Candelario, en el día de la Chacinería, ganaron los visitantes 0 a 3.
El primer partido oficial se disputó a las cinco y media de la tarde del 6 de octubre con el arbitraje del señor Chamorro, que no tuvo que mostrar ninguna tarjeta, aunque puso objeciones por el estado del campo y por la falta de vestuarios. La alineación del Guijuelo la formaron: Primi, Anselmo, Hidalgo II, Vicente, Andrés, Cubino, Hidalgo I, Damián, Chines, Marcos y Quico. En el banquillo estaban: Ismael, Castañeda y Robles. En el primer tiempo se lesionó el portero, Primi, al que sustituyó Ismael, pasando a la portería el interior derecho, Marcos. El resultado fue Guijuelo 1- Sporting 4. El gol lo marcó Ismael en el minuto 16 de la segunda parte.
La liga continuó con un empate a dos frente al Baviera y la primera victoria llegó en la tercera jornada, el 20 de octubre, en el partido, arbitrado por el señor Chaves, que acabó con el resultado de Guijuelo 1 - San José 0. El gol lo marcó Marcos en el minuto 35, fue un gol olímpico el que le dio los dos primeros puntos de liga oficial al Guijuelo.
Otros datos de esta primera temporada nos dejan que: Andrés de Valdelacasa fue el jugador más regular y Damian, el capitán, fue el máximo goleador con 15 goles, además Damian II marcó 7 goles y Quico, Chines y Fermín marcaron cada uno seis goles. El equipo se mantuvo sin recibir tarjetas hasta la jornada 10 en la que le enseñaron la primera, tras señalarles dos penaltis consecutivos en contra. Su deportividad les coloca como finalistas de la placa "Eurico Herrero".
Además, los juveniles jugaron una fase local con el Béjar y el Candelario, pero no pudieron pasarla y solo jugaron tres partidos, dos contra el Béjar, uno empatado, otro perdido y uno más contra el Candelario, que ganaron los juveniles del Guijuelo por dos a uno, ambos goles de José María.

### Ascenso a Primera Provincial de Castilla y León
Para localizar el primer ascenso hay que remontarse hasta la temporada 1977-78 en la que el CD Guijuelo por fin abandonaba la Segunda Provincial para pasar a la ansiada Primera Provincial, donde jugó por primera vez en la temporada 1978-79, con una Junta Directiva formada por: Vicente Díaz Rodilla como presidente, que se había hecho cargo del club en la temporada 1976-77 con Felipe Hernández Jiménez como vicepresidente, el secretario era Valentín González Martín, el tesorero, Arturo García Sánchez y completaban la Junta los vocales: Antonio Flores Lázaro, Amador González Julián, José Domínguez Guardado, José Antonio Ramos Domínguez y Damián Martín Barriguete.
Poco durará su andadura en la última división Provincial, pero de nuevo asciende a Primera Provincial la campaña 1982/83. Con Antonio Martín Aparicio de presidente, el equipo pasa a vestir camiseta a rayas blancas y verdes con pantalón blanco en este periodo. Cabe destacar la etapa entre las temporadas 1986/87 presidido por José Ambrosio Hernández Jiménez y 1989/90 en las que llega a militar en Regional Preferente, volviendo a emplear camisa verde en su totalidad. Tras esta etapa desciende a Primera Ordinaria y permanece durante una década estancado en ella.

### Ascenso a Preferente
En 1999 acontece un hecho que va a ser determinante en la historia reciente de la entidad chacinera, la entrada del industrial Luís Ramos Castro, verdadero alma mater del club y que gracias a su esfuerzo económico y emprendedor va a propulsar al C.D. Guijuelo a cotas antes no imaginadas. En su primera temporada 1999/00 asciende al equipo a Preferente desde Primera Provincial con Carlos Trujillo como entrenador.
En el debut en Preferente Trujillo sigue en el banquillo, en la primera quedan en los primeros puestos, pero en la segunda, temporada 2001/02 se proclama Campeón absoluto y asciende directamente a Tercera División gracias a la labor de su técnico Pedro Luis Hernández “Perico”. Este paso marca un hito histórico para la entidad pues nunca antes se había alcanzado tal cota deportiva, y más siendo el club representativo de una localidad de apenas 5000 habitantes.

### Debut en Tercera división
La ilusión es tremenda y se afronta la temporada 2002/03 con la ambición propia del debutante. El 2 de noviembre se estrena césped en el terreno de juego, hasta ahora de tierra. El equipo queda cuarto empatado a puntos con el Sociedad Deportiva Atlético Tordesillas, pero con mejor gol average, ganándose el derecho a promocionar. Sin embargo, el papel desempeñado no es bueno y queda último en esta fase con un solo punto tras U.D. San Sebastián de los Reyes, R.C.D. de La Coruña "B" y Real Sporting de Gijón "B".
Para la temporada siguiente 2003/04 y empleando camiseta blanquiverde a rayas, se refuerza la plantilla con vistas a intentar repetir presencia en la Promoción. El C.D. Guijuelo dirigido por Antolín Gonzalo queda tercero en la Liga regular y en la Promoción de ascenso, esta vez con eliminatorias directas, se enfrenta en primera instancia al Oviedo Astur C.F., derrotándolo en casa 2-1 y perdiendo en Oviedo por idéntico resultado. Tras la prórroga, el club guijuelense vence en los penaltis. La segunda y definitiva eleminatoria la efectúa con el C.D. Móstoles, con resultado de empate 1-1 en casa y victoria en tierras madrileñas por 1-3. El ascenso a Segunda División B está hecho.

### Debut en Segunda B
El debut en Segunda División B de la temporada 2004/05 lo realiza encuadrado con conjuntos vascos, riojanos, astures y castellano y leoneses. De la mano de Antolín Gonzalo primero y Toni Cruz después, pese a los refuerzos y el talante ofensivo que muestra en los partidos de casa no sucede lo mismo en los de fuera, perdiendo al final de la campaña la categoría al quedar decimoséptimo, a tan solo tres puntos de la salvación. De vuelta a la Tercera División, Luis Ramos retoca el plantel en vistas a retornar lo antes posible a Segunda División B y de hecho lo consigue, pues tras quedar tercero en la Liga, ejecuta una brillante promoción de ascenso en la que se deshace primero del Unión Popular de Langreo, con 2-0 en casa y victoria por 1-2 en tierras astures; del Real Madrid Club de Fútbol "C", con el marcador de 1-0 en casa y derrota por 2-1 en la capital.
En la temporada 06/07 disfruta de las mieles de la Segunda División B quedando duodécimo y se tiene en mente la construcción de un nuevo campo, más acorde con la categoría y un proyecto de futuro para asentarse la mayor cantidad de años posibles. El cuadro chacinero en las comparecencias de las campañas 07/08 y 08/09 obtiene idéntico resultado al resultar noveno clasificado, convirtiéndose en el segundo club en importancia de la provincia de Salamanca. 
La temporada 09/10 no resulta tan favorable como las anteriores y numerosas son las adversidades que se han de superar para continuar en la categoría. En Liga se termina en decimosexto puesto teniéndose que jugar todo a una sola carta ante el Real Club Deportivo Espanyol "B", resolviéndose favorablemente al empatar 2-2 en la capital condal e imponerse 1-0 en casa en el último suspiro del encuentro con gol de Romero.
Desde la temporada 2010 hasta la 2012 el equipo resurge en la categoría de bronce consiguiendo estar en la parte media-alta de la tabla al finalizar las temporadas con Cano, Idiakez y Sito como entrenadores respectivamente.

### Crisis y mejor temporada de la historia
Para la temporada 2013/14 el equipo tiene problemas económicos porque su principal patrocinador, Denominación de origen Guijuelo, no da el visto bueno sobre el patrocinio hasta unos días antes de comenzar la temporada. En ese periodo de incertidumbre, la inmensa mayoría de la plantilla rescinde sus contratos con el equipo. Esto ocasiona que, al conseguir el patrocinio, la plantilla se confeccione en tiempo récord y ajustada al presupuesto. Todo esto es posible gracias a la gestión de Chema Jiménez que se hace cargo de la gerencia del equipo al año siguiente de haberse retirado en el mismo. Su entrenador para esa temporada es Rubén de la Barrera. El C.D. Guijuelo consigue esa temporada acabar en la mejor posición de su historia (cuarto) en la categoría de bronce, estando en alguna jornada primero de su grupo. Gracias a ello, consigue clasificarse para la fase de ascenso a la Liga Adelante, donde cae eliminado en la primera de las tres eliminatorias de ascenso, frente al C.D. Leganés.

### Debut en Copa del Rey
En la temporada 2014/15 el equipo es entrenado por Fernando Estévez, con el cual se logra alcanzar la segunda mejor posición de su historia (quinto). Además, en esta temporada el C.D. Guijuelo disputó por primera vez en su historia la Copa del Rey, quedando eliminado en segunda ronda por el C.D. L`Hospitalet tras haber quedado exento de jugar la primera ronda.
En la temporada 2015/16 se clasificó para disputar la temporada siguiente la Copa del Rey contra el Atlético de Madrid en la que perdió por 0-6 en el Estadio Helmántico (diputado aquí a petición del equipo guijuelense por las dificultades que entrañaba albergar un partido de tal magnitud en el Estadio Municipal de Guijuelo debido a su reducida capacidad) y en el Estadio Vicente Calderón por 4-1.
La temporada 2016/17 quedó en mitad de la tabla y no consiguió clasificarse para la Copa del Rey, algo que si consiguió la temporada 2018/19 tras quedar 7.º.
A partir de la temporada 2019/20 la RFEF obliga a llevar nombre de los jugadores y dorsales fijos en las camisetas de los clubes participantes.
En el mes de marzo la competición se suspendió por el brote de la pandemia de enfermedad por coronavirus. El 6 de mayo la RFEF anunció las medidas adoptadas entre las que destacan: 
- Finalización del torneo regular dando por definitivas las clasificaciones de la jornada 28.
- La celebración de la promoción de ascenso en formato exprés, supresión de descensos.
- Ampliación de la categoría a cien equipos divididos en cinco grupos.
- Creación de una categoría intermedia entre Segunda División y Segunda División B para la temporada 2021-2022.[4][5][6]

El equipo acabó en 9.ª posición, logrando clasificarse para la Copa del Rey. Por lo que la temporada 2020-21 disputará la competición por quinta vez en su historia.

### Temporada 2020-21
La temporada 2020-21 volverá a competir por 16.ª vez en la tercera categoría del fútbol nacional, en la que habrá cinco grupos de 20 equipos para un total de 100. Cada grupo se dividirá en dos subgrupos de diez, todos ellos mezclados geográficamente, a semejanza del modelo actual. Cada equipo disputará una primera fase de dieciocho jornadas. Una vez finalizado ese primer tramo, las clasificaciones dividirán a los equipos según la clasificación:
- Los tres primeros de cada subgrupo (30) jugarán una fase de ascenso para adjudicar cuatro plazas para la Segunda División . Los veintiséis que no subieran y los cuatro descendidos desde la liga de plata formarían parte en 2021/22 de la ‘Segunda B Pro’.
- Los conjuntos que queden entre el cuarto y el sexto lugar (30), jugarían una segunda fase para cubrir los diez cupos restantes de esa nueva categoría.
- Por último, los clasificados en los lugares séptimo, octavo, noveno y décimo (40) protagonizarían la fase de permanencia en Segunda B.

Es una temporada importante para el club ya que para la temporada 2021-22 la RFEF creará una categoría intermedia entre Segunda División y Segunda División B. La nueva categoría se denominará "Segunda B Pro" e incluiría así a cuarenta equipos, con el fin de construir una categoría más competitiva.
Finalmente serán 102 equipos después de que no se disputasen dos eliminatorias de ascenso por la COVID-19 y se concediese el ascenso a los 4 equipos implicados.
El 14 de septiembre de 2020 la RFEF decidió que cambiará para la temporada 2020-21 la denominación de las divisiones que organiza, pasando a denominarse primera, segunda y tercera división de la RFEF, Segunda División B, ‘Segunda B Pro’ y Tercera División.
El 15 de septiembre de 2020 se dieron a conocer las normas reguladoras y bases de competición tanto para Segunda División B como para Tercera División en el que se explica el funcionamiento de la temporada y las medidas a adoptar en caso de problemas derivados de la COVID-19.

## Trayectoria histórica
La Segunda División B fue introducida en 1977 como categoría intermedia entre la Segunda División y Tercera División.
En la temporada 2021-2022 se reestructuraron las categorías del fútbol español pasando a denominarse las categorías no profesionales como 1.ª división RFEF que será el equivalente a la 3.ª categoría, 2.ª división RFEF que será el equivalente a la 4.ª categoría y 3.ª división RFEF que será el equivalente a la 5.ª categoría, desapareciendo Segunda División B.

## Estadio
Desde su fundación en 1974, el campo municipal de fútbol de Guijuelo, renombrado desde el 30 de junio de 2020 Estadio Municipal Luis Ramos en honor al expresidente del club y exconcejal municipal Luis Ramos que falleció en 2020, es el campo del Club Deportivo Guijuelo.
Dispone de una capacidad de unos 2000 espectadores, siendo 480 localidades con asiento.

### Proyecto Nuevo Estadio
El 8 de enero de 2019 se anunció el proyecto para la construcción de un nuevo estadio para la localidad que contaría con una pista de atletismo.

## Uniforme
La elección de la camiseta también fue otro de los momentos que marcó al equipo. Los jugadores tenían una equipación formada por: camiseta rojiblanca con pantalón azul y medias de franjas horizontales blancas y rojas, que ante la necesidad de contar con una nueva pasó a ser el segundo uniforme. La primera equipación se encargó en una tienda de deportes y su elección atendió a los gustos de los encargados y principalmente a las existencias en la tienda. En julio de 1974 ya se anunciaba que el Guijuelo iba a jugar con camiseta verde, pantalón blanco y medias blancas con vuelta verde. Ha habido alguna temporada que el Guijuelo ha jugado con camiseta de rayas verticales verdes y blancas, manteniendo pantalón blanco y medias verdes como entre los años 1982 y 1986 y en la temporada 2003-04. En la temporada 2019-20 el pantalón fue verde fosforito.
El uniforme para la temporada 2015/16 está compuesto de:
- Uniforme titular: Camiseta verde, pantalón blanco y medias verdes.

| 1974-1982 1986-2003 2004-2019 | 1974-1982 1986-2003 2004-2019 | 1982 - 1986 2003-04 | 2019 - 2023 | 2023 - Act. |

- Uniforme alternativo: Ha variado a lo largo de la historia del equipo. La primera equipación suplente fue la anterior primer equipación titular con camiseta rojiblanca, pantalón azul y medias rojas con vuelta blanca. También ha vestido totalmente de color rojo. En la temporada 2015-16 vistió camiseta compuesta por lonchas de jamón, pantalón compuesto por lonchas de jamón y medias rojas.[15] En la temporada 2019-20 vistió como la Selección de Croacia, camiseta ajedrezada roja y blanca, pantalón blanco y medias rojas.

|  |  | 2020 - 23 |

### Indumentaria y patrocinador
La siguiente tablas indica algunos de los proveedores:
Indumentaria
| Periodo   | Proveedor         |
| ????-2011 | Bandera de España |
| 2015-2019 | Daen              |
| 2019-act. | Bandera de Italia |

Patrocinador
- Denominación de Origen Guijuelo, Aqualia, CoimbraTir, Centrotex, Rodilla

## Organigrama deportivo

### Plantilla y cuerpo técnico 2024-25
- En 1.ª y 2.ª desde la temporada 1995-96 los jugadores con dorsales superiores al 25 son, a todos los efectos, jugadores del filial y como tales, podrán compaginar partidos con el primer y segundo equipo. Como exigen las normas de la LFP, los jugadores de la primera plantilla deberán llevar los dorsales del 1 al 25. Del 26 en adelante serán jugadores del equipo filial.
- Como exigen las normas de la RFEF desde la temporada 2019-20 en 2ªB y desde la 2020-21 para 3.ª, los jugadores de la primera plantilla deberán llevar los dorsales del 1 al 22, reservándose los números 1 y 13 para los porteros y el 25 para un eventual tercer portero. Los dorsales 23, 24 y del 26 en adelante serán para los futbolistas del filial, y también serán fijos y nominales.[16]
- Un canterano debe permanecer al menos tres años en edad formativa en el club (15-21 años) para ser considerado como tal.[17][18] Un jugador de formación es un jugador extranjero formado en el país de su actual equipo entre los 15 y 21 años (Normativa UEFA).
- Según normativa UEFA, cada club solo puede tener en plantilla un máximo de tres jugadores extracomunitarios que ocupen plaza de extranjero. La lista incluye solo la principal nacionalidad de cada jugador. Algunos de los jugadores no europeos tienen doble nacionalidad de algún país de la UE:

:Leyenda
- Cedido a otro club:

### Altas y bajas 2020-21
| Altas Verano 2020-21  |                |                                      |                  |       |  |
| Jugador               | Posición       | Procedencia                          | Tipo             | Coste |  |
| Jorge Ferrer          | Delantero      | C.D. Palencia Cristo Atlético        | Vuelta de cesión | 0 €   |  |
| "Javi" Borrego        | Centrocampista | Gimnástica Segoviana C.F.            | Vuelta de cesión | 0 €   |  |
| Óscar Poveda          | Centrocampista | U.D. Santa Marta                     | Vuelta de cesión | 0 €   |  |
| "Mito" Martín         | Centrocampista | U.D. Santa Marta                     | Vuelta de cesión | 0 €   |  |
| Alejandro Aliste      | Portero        | Unionistas de Salamanca C.F. juvenil | Libre            | 0 €   |  |
| Andrés González       | Defensa        | Burgos C.F.                          | Libre            | 0 €   |  |
| Mohamed Kamal         | Centrocampista | C.D. Calahorra                       | Libre            | 0 €   |  |
| Abraham Pozo          | Delantero      | C.D. Don Benito                      | Libre            | 0 €   |  |
| Sebastian Spahiu      | Centrocampista | R.E. Mouscron                        | Libre            | 0 €   |  |
| Damián Zamorano       | Delantero      | C.F. Talavera de la Reina            | Libre            | 0 €   |  |
| Antonio Pino          | Delantero      | A.D. Mérida                          | Libre            | 0 €   |  |
| "Kike" Pina           | Defensa        | C.D. Badajoz                         | Libre            | 0 €   |  |
| José Manuel Cruz      | Defensa        | Marbella F.C.                        | Libre            | 0 €   |  |
| Raúl Parra            | Defensa        | R. C. D. Mallorca "B"                | Libre            | 0 €   |  |
| Fernando Pérez "Deco" | Centrocampista | U.D. Melilla                         | Libre            | 0 €   |  |
| "Josín" Martínez      | Defensa        | Real Oviedo Vetusta                  | Libre            | 0 €   |  |
| "Lolo" Plá            | Delantero      | C. Gimnástic de Tarragona            | Libre            | 0 €   |  |
| Vincentas Šarkauskas  | Portero        | FK Riteriai                          | Libre            | 0 €   |  |
| Alain Eizmendi        | Delantero      | Real Unión Club                      | Libre            | 0 €   |  |
| Manuel "Manu" Molina  | Delantero      | S. D. Huesca "B"                     | Cesión           | 0 €   |  |
| Altas Enero 2020-21   |                |                                      |                  |       |  |
| Andi Bogdan           | Centrocampista | Villarreal C.F. "B"                  | Libre            | 0 €   |  |
| José Antonio Salcedo  | Portero        | C.P. Villarrobledo                   | Libre            | 0 €   |  |
| Isma Cerro            | Centrocampista | F.C. Andorra                         | Libre            | 0 €   |  |
| Mounir Errahaly       | Defensa        | UCAM Murcia C.F.                     | Cesión           | 0 €   |  |
| Lucas Puime           | Defensa        | U.D. San Sebastián de los Reyes      | Libre            | 0 €   |  |
| Miguel Fernández      | Delantero      | Birmingham City F.C.                 | Cesión           | 0 €   |  |

| Bajas Verano 2020-21 |                |                               |                       |       |  |
| Jugador              | Posición       | Destino                       | Tipo                  | Cobro |  |
| Andi Bogdan          | Centrocampista | Villarreal C.F. "B"           | Fin de cesión         | 0 €   |  |
|                      |                |                               |                       |       |  |
| Yassin Fekir         | Delantero      | Betis Deportivo Balompié      | Fin de cesión         | 0 €   |  |
| "Riki" Mangana       | Defensa        | Real Celta de Vigo "B"        | Fin de cesión         | 0 €   |  |
| Daniel Sikorski      | Delantero      | Aris de Limassol              | Libre                 | 0 €   |  |
| Julien Fernandes     | Centrocampista | Brito SC                      | Libre                 | 0 €   |  |
| Urko Vera            | Delantero      | Club Portugalete              | Libre                 | 0 €   |  |
| Jesús Muñoz          | Defensa        | U.D. Melilla                  | Libre                 | 0 €   |  |
| Luis Lara            | Delantero      | Linares Deportivo             | Libre                 | 0 €   |  |
| "Pepe" Carmona       | Centrocampista | Unionistas de Salamanca C.F.  | Libre                 | 0 €   |  |
| Dani Hernández       | Defensa        | Recreativo Granada            | Libre                 | 0 €   |  |
| Juan Antonio Segura  | Centrocampista | Real Jaén C.F.                | Libre                 | 0 €   |  |
| Guillermo Vallejo    | Portero        | Algeciras C.F.                | Libre                 | 0 €   |  |
| Iván Pérez           | Defensa        | Real Unión Club               | Libre                 | 0 €   |  |
| Pablo Espina         | Centrocampista | UCAM Murcia                   | Libre                 | 0 €   |  |
| José Manuel Cruz     | Defensa        | Linares Deportivo             | Rescisión de contrato | 0 €   |  |
| "Javi" Borrego       | Centrocampista | Gimnástica Segoviana C.F.     | Rescisión de contrato | 0 €   |  |
| "Mito" Martín        | Centrocampista | Palencia C.F.                 | Rescisión de contrato | 0 €   |  |
| "Juancar" Martínez   | Delantero      | C.D. Acero                    | Rescisión de contrato | 0 €   |  |
| Jorge Ferrer         | Delantero      | C.D. Sariñena                 | Cesión                | 0 €   |  |
| Óscar Poveda         | Centrocampista | Hércules de Alicante C.F. "B" | Rescisión de contrato | 0 €   |  |
| Bajas Enero 2020-21  |                |                               |                       |       |  |
| Carlos Molina        | Portero        | C.F. Lorca Deportiva          | Rescisión de contrato | 0 €   |  |
| Andrés González      | Defensa        | Sin equipo                    | Rescisión de contrato | 0 €   |  |
| Sebastian Spahiu     | Centrocampista | C.D. Izarra                   | Cesión                | 0 €   |  |

## Jugadores

### Récords futbolistas
Fuente:
- Más temporadas en el club: Jonathan Martín: 11 (2010 - 2021)
- Más partidos oficiales: Jonathan Martín: 307 (2010 - 2021)
- Más minutos en partidos oficiales: Jonathan Martín: 26.220 (2010 - 2021)
- Máximo goleador histórico: Antonio Pino: 44 (42 en 2.ª B y 2 en Copa)

| Posición | Nombre               | Partidos | Titular |
| -------- | -------------------- | -------- | ------- |
| 1°       | Jonathan Martín      | 298      | 288     |
| 2°       | Jesús Antonio Mangas | 196      | 154     |
| 3°       | Raúl Ruiz            | 167      | 145     |

| Posición | Nombre           | Goles | Partidos |
| -------- | ---------------- | ----- | -------- |
| 1°       | Antonio Pino     | 42    | 125      |
| 2°       | Jonathan Martín  | 34    | 298      |
| 3°       | Javi Ballesteros | 29    | 95       |